# Blis-et-Born
Blis-et-Born is een voormalige gemeente in het Franse departement Dordogne in de regio Nouvelle-Aquitaine en telt 332 inwoners (1999). Het maakt deel uit van het arrondissement Périgueux.

## Geschiedenis
Bij de kantonale herindeling van 22 maart 2015 werd Blis-et-Born ingedeeld bij het op die dag gevormde kanton Haut-Périgord noir. Het kanton Savignac-les-Églises, waartoe de gemeente daarvoor behoorde, werd op die dag opgeheven. Op 1 januari 2017 fuseerde de gemeente met Bassillac, Le Change, Eyliac, Milhac-d'Auberoche en Saint-Antoine-d'Auberoche tot de commune nouvelle Bassillac et Auberoche.

## Geografie
De oppervlakte van Blis-et-Born bedraagt 20,3 km², de bevolkingsdichtheid is 16,4 inwoners per km².
De onderstaande kaart toont de ligging van Blis-et-Born met de belangrijkste infrastructuur en aangrenzende gemeenten.

## Demografie
Onderstaande figuur toont het verloop van het inwonertal.
Bassillac · Blis-et-Born · Le Change · Eyliac · Milhac-d'Auberoche · Saint-Antoine-d'Auberoche